# Karlovačko
Karlovačko – marka chorwackiego piwa, produkowanego w browarze Karlovačka Pivovara, w miejscowości Karlovac. Piwo zawiera 11,6% ekstraktu oraz 5,4% alkoholu. Karlovačko jest piwem dolnej fermentacji typu lager, charakteryzuje się umiarkowanie gorzkim smakiem oraz złoto-żółtym kolorem.